# Georg Hartmann (Ministerialbeamter)
Georg Hartmann (* 30. Januar 1909 in Wilkau-Haßlau; † nach 1952) war ein deutscher Ministerialbeamter. Er war seit 1942 Leiter des auf Anregung des Heimatwerks Sachsen gegründeten Sprachamtes Sachsen.

## Leben
Georg Hartmann wollte zunächst Gymnasiallehrer werden. Er wurde im Jahre 1936 an der philologisch-historischen Abteilung der Philosophischen Fakultät der Universität Leipzig zum Dr. phil. promoviert mit der Dissertation Das Wassergeleite in Sachsen, die in Wilkau-Haßlau im Druck erschien. Er trat zum 1. Mai 1933 der NSDAP (Mitgliedsnummer 2.409.234) und im selben Jahr der SA bei. Er machte rasch Karriere und wurde Ministerialbeamter am sächsischen Volksbildungsministerium und wechselte dann an die Staatskanzlei.
In der Zeitschrift Sachsen des Heimatwerkes Sachsen publizierte er 1938 den Aufsatz Leibniz–Fichte–Nietzsche: drei Stufen einer geistesgeschichtlichen Entwicklung. Im Jahrbuch der Deutschen Sprache veröffentlichte er den Beitrag Völkische Sprecherziehung: Zielsetzungen und Erfahrungen des Heimatwerkes Sachsen.
1942 übernahm Georg Hartmann die Leitung des Sprachamts, das direkt der sächsischen Staatskanzlei in Dresden unterstellt war und vom sächsischen Gauleiter der NSDAP und Ministerpräsidenten Martin Mutschmann den Auftrag erhalten hatte, im Sachsen die deutschsprachige Arbeit zu überwachen und im Sinne des Nationalsozialismus zu steuern. Dabei arbeitete Hartmann eng mit der Akademie zur Wissenschaftlichen Erforschung und Pflege des Deutschtums in München zusammen.
Das erste größere Druckwerk Georg Hartmanns erschien 1940 in erster Auflage und trug den Titel Sprachliche Haltung. Die Sprecherziehung in Sachsen (mit einem Geleitwort von Martin Mutschmann). Es war sofort vergriffen, so dass noch im gleichen Jahr eine zweite Auflage folgte. Auf Veranlassung Mutschmanns verfasste er im gleichen Jahr gemeinsam mit Arthur Graefe das Werk 2000 Jahre Deutschland, von dem bis 1943 sieben Auflagen in Höhe von 130.000 Exemplaren erschienen. 1943 ließ Georg Hartmann die Publikation Deutsche Sprechkunde in neuer Schau. Ein methodischer Abriß folgen.
Mit den Gefolgsleuten Mutschmanns Hellmut Peitsch und Arthur Graefe wurde Hartmann 1945 vom NKWD verhaftet. Zunächst internierte man ihn im Speziallager Nr. 1 Mühlberg, am 18. September 1948 wurde er in das Speziallager Nr. 2 Buchenwald überstellt. In den Waldheimer Prozessen 1950 erhielt er am 13. Februar 1950 eine lange Haftstrafe, die er ab dem 14. Februar 1950 im Zuchthaus Waldheim verbrachte. Am 7. Oktober 1952 wurde Hartmann aufgrund internationaler Proteste gegen die Prozesse entlassen.
Das Buch 2000 Jahre Deutschland wurde auf die Liste der auszusondernden Literatur gesetzt.